# Bandera de Mato Grosso del Sur
La bandera de Mato Grosso del Sur es uno de los símbolos oficiales de Mato Grosso del Sur, una de las unidades federales de Brasil. Fue diseñada por un grupo de estudiantes de la Universidad de São Paulo y adoptada el 1 de enero de 1979 por el primer decreto del estado.

## Historia

### Primera bandera (1977-1979)
Desde el 11 de octubre de 1977 (día de su creación) hasta el 1 de enero de 1979 (día de su reconocimiento como unidad federativa), Mato Grosso del Sur tuvo dos banderas no oficiales. Una bandera era verde-blanca-verde con Estado do Mato Grosso do Sul («Estado de Mato Grosso del Sur») centrado en la franja blanca y la otra era azul-blanca-azul con «Estado de Campo Grande» centrado en la franja blanca con cinco estrellas en la formación de la Cruz del Sur en la esquina superior izquierda. Campo Grande era un nombre alternativo para el estado de Mato Grosso del Sur.

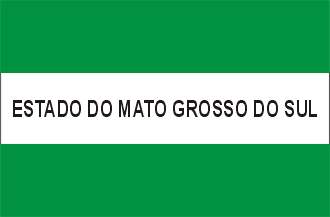
Bandera no oficial utilizada en Mato Grosso del Sur, 1977-1979.
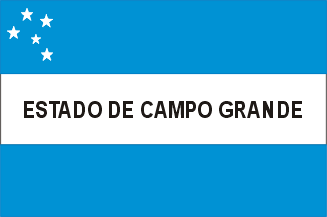
Bandera no oficial del estado de Campo Grande, nombre alternativo del estado de Mato Grosso del Sur, 1977-1979.

### Bandera moderna (1979)
Se lanzó un concurso nacional para recolectar propuestas de diseños para la bandera oficial del estado de Mato Grosso do Sul. La bandera ganadora del concurso fue diseñada por un grupo de estudiantes de 2.º año de la Facultad de Arquitectura y Urbanismo de la Universidad de São Paulo. Los estudiantes participaron en el concurso para aplicar el material que estaban aprendiendo en sus estudios. Los estudiantes presentaron dos diseños al concurso y ambos llegaron a la selección final de banderas.
A pesar de que uno de los diseños presentados ganó el concurso, su bandera quedó en segundo lugar. La bandera favorita de la comisión de votación no fue elegida ganadora del concurso porque se consideró un plagio con cambio de color de las banderas de Somalia y Vietnam del Norte. El diseño de la bandera ganadora fue modificado por el gobierno nacionalista de la época de la dictadura para cambiar su simbolismo. El equipo estudiantil pretendía que el campo azul de la bandera actual fuera ocre para transmitir la importancia del suelo Terra roxa (tierra colorada) para la economía dependiente de la agricultura y la cultura rural del recién fundado estado de Mato Grosso del Sur. Al equipo estudiantil se le dijo que el ocre se cambió a azul porque no se ajustaba al esmalte heráldico, pero la verdadera razón era tener los mismos colores que la bandera nacional. La bandera fue izada por primera vez a las 6:04 p. m. del 31 de diciembre de 1978, unas horas antes de que Mato Grosso do Sul se convirtiera oficialmente en estado.

Maqueta de la bandera del estado de Mato Grosso del Sur con un campo ocre en lugar de azul.
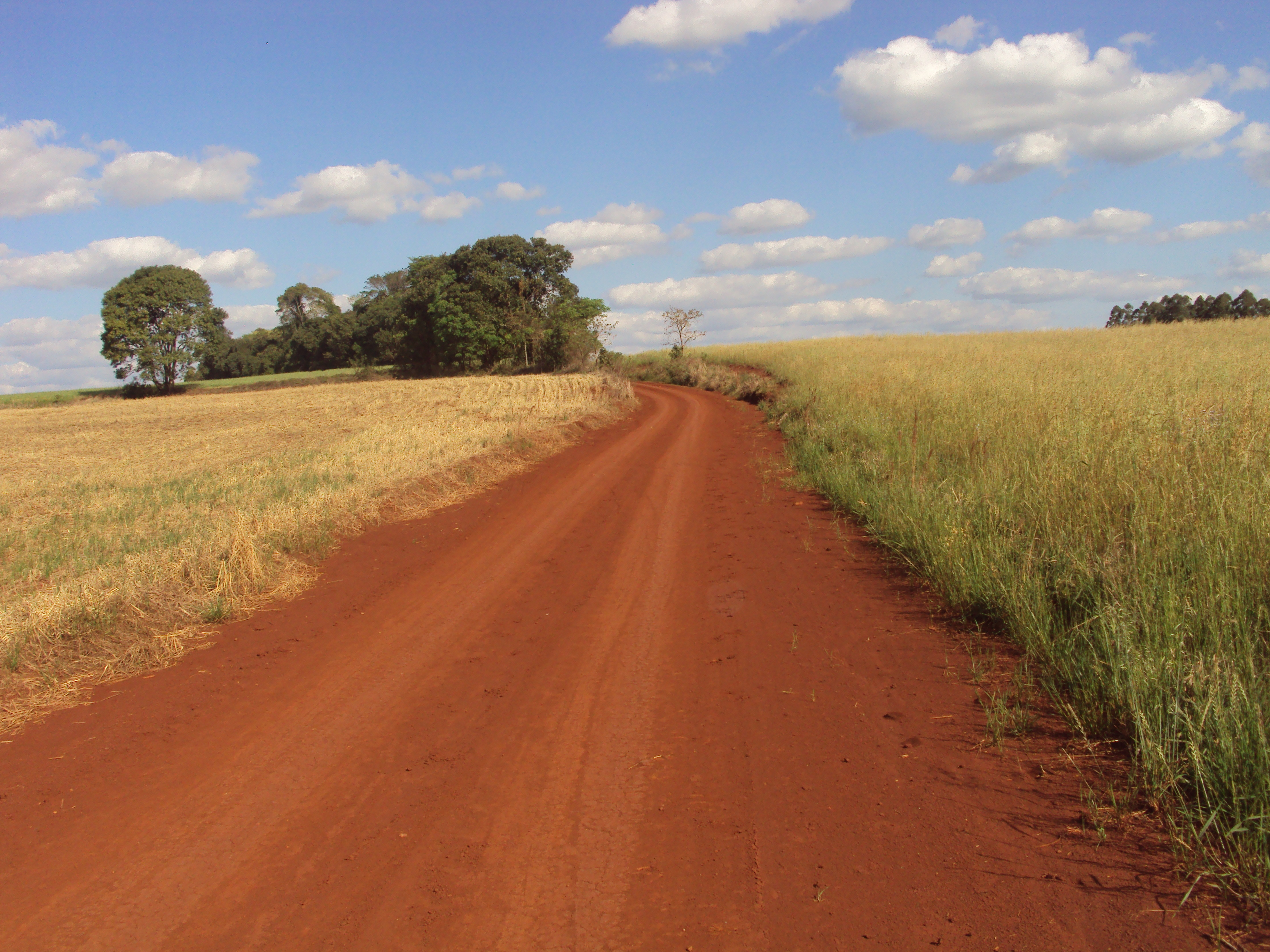
Ejemplo de suelo Terra Roxa común en el estado de Mato Grosso del Sur.

## Simbolismo
Según el gobierno del estado de Mato Grosso del Sur, los colores de la bandera simbolizan lo siguiente:
- El verde representa la riqueza de los bosques y campos;
- El blanco simboliza la paz y la amistad;
- El azul representa el cielo del estado de Mato Grosso y la esperanza del pueblo;
- El amarillo simboliza la riqueza adquirida a través del trabajo de la gente.[2]

El primer decreto del estado de Mato Grosso del Sur incluye la siguiente descripción de la bandera, acreditada a Mauro Michael Munhoz.
| Versión en portugués | Versión en español |
| --- | --- |
| O homem, em uma de sus mais características atitudes, sempre procurou representa seus sonhos, seu ideais, susas mais caras razões de viver, através de uma simbologia que transmitisse, não só a ele, mas também aos que o rodeiam, a magnitud de tais pensamientos. Ideais trabalhados e realidade construída: bandeira, flâmula magna, símbolo máximo a pairar sobre nossa Terra, pois, aparentemente frágil em sua haste, na realidade traduz a força conjunta de toda a população de um Estado. Nosso símbolo é o do equilíbrio, da firmeza e da serenidade. Nós somos a estrela dourada que brilha no céu azul da esperanzaça, a simbolizar la riqueza de nuestro trabajo. As matas e os campos do nosso Estado representam um desafio, mas, ao mesmo tempo, a consciência da preservação do nosso verde, de nosso tesouro maior, que é a própria Natureza. Nós somos o Estado do equilíbrio, onde chaminés siderúrgicas e áreas florestais coexistirão pacificamente, lado a lado. Entre el verde y el azul, na convergencia práctica de todas nuestras actitudes, nós somos a faixa branca do porvir, a alvidez serena da amizade entre os povos. | El hombre, en una de sus más características actitudes, siempre procuró representar sus sueños, sus ideales, sus más queridas razones de vivir, a través de una simbología que transmitiera, no sólo a él, sino también a quienes lo rodean, la magnitud de tales pensamientos. Ideales trabajados y realidad construida: bandera, flámula magna, símbolo máximo que flota sobre nuestra Tierra, porque, aparentemente frágil en su asta, en realidad traduce la fuerza conjunta de toda la población de un Estado. Nuestro símbolo es de equilibrio, de firmeza y de serenidad. Somos la estrella dorada que brilla en el cielo azul de la esperanza, simbolizando la riqueza de nuestro trabajo. Los bosques y campos de nuestro Estado representan un desafío, pero, al mismo tiempo, la conciencia de la preservación de nuestro verde, de nuestro tesoro mayor, que es la propia Naturaleza. Somos el Estado de equilibrio, donde las chimeneas de las siderúrgicas y las áreas forestales coexistirán pacíficamente, una al lado de la otra. Entre el verde y el azul, en la convergencia práctica de todas nuestras actitudes, somos el cinturón blanco del porvenir, el claro afán de amistad entre los pueblos. |

Según Munhoz, el pasaje que describe el azul no estaba en el texto original enviado, por lo que fue modificado.